# Schönbrunn dyrehave
Schönbrunn dyrehave er Wiens zoologiske have beliggende på arealer tilhørende Schönbrunn slot. Parken er grundlagt i 1752, hvilket gør den til verdens ældste dyrepark.

## Beskrivelse
I begyndelsen af 2004 fik parken tilføjet et polarområde, der nu huser dyr fra Arktis.
Schönbrunn dyrehave af en af verdens få zoologiske haver, der huser pandaer. Således blev den første pandaunge, der ikke var avlet ved kunstig befrugtning i Europa, født den 23. august 2007. Andre attraktioner inkluderer regnskovshuse, hvor den besøgende ledes igennem en efterligning af regnskoven i Amazonas, samt et akvarium, der afspejler Amazonfloden.